# Mazatétl
Mazatétl är en ort i Mexiko.   Den ligger i kommunen Tamazunchale och delstaten San Luis Potosí, i den sydöstra delen av landet, 210 km norr om huvudstaden Mexico City. Mazatétl ligger 393 meter över havet och antalet invånare är 247.
Terrängen runt Mazatétl är varierad, och sluttar österut. Runt Mazatétl är det ganska tätbefolkat, med 67 invånare per kvadratkilometer. Närmaste större samhälle är Tamazunchale, 2,1 km sydost om Mazatétl. I omgivningarna runt Mazatétl växer huvudsakligen savannskog.